# Генерал звёздных войн
«Генерал звёздных войн» — российский телевизионный документальный фильм телестудии Роскосмоса. Премьера состоялась на телеканале «Россия» 14 апреля 2010 года.

## Сюжет
Фильм, посвящён 100-летию со дня рождения Главного конструктора советской многоразовой космонавтики Глеба Лозино-Лозинского, которого большинство обывателей знают только как конструктора «Бурана». Основой фильма послужило малоизвестное, но редкое по своей откровенности интервью конструктора. В нём он неожиданно признаётся, что легендарный «Буран» на самом деле позволил ему «не совсем даже законно» продолжить работу над совсем другой многоразовой боевой космической системой «Спираль», которая официально была закрыта ещё в 1977 году. Сам Лозино-Лозинский считал это ошибкой правительства, и потому взял на себя единоличную ответственность, используя «бурановский» проект, втайне продолжить работу над ней, даже запускать в космос её экспериментальные образцы под видом испытаний прототипов «Бурана». В итоге начатый ещё в 1965 году и весьма утопичный, по мнению многих специалистов, проект «Спираль» к концу 1990-х годов превратился в многоразовую авиакосмическую систему МАКС, способную стартовать в космос с обычного аэродрома. Ценность системы заключена в возможности её окончательной реализации в течение 5 — 7 лет силами одной только России.

## Съёмочная группа
- Автор сценария и режиссёр — Александр Мержанов
- Операторы — Борис Готгельф, Владимир Гаврилов, Вячеслав Красаков
- Режиссёр монтажа — Лариса Смирнова
- Звукорежиссёр — Андрей Жучков
- Видеоинженеры — Юрий Рубцов, Алексей Санин
- Музыкальный редактор — Станислав Василенко
- Компьютерная графика — Эдуард Драпкин
- Консультант — Вадим Лукашевич
- Текст читал — Сергей Чонишвили
- Продюсер — Александр Островский
- Шеф-редактор от телеканала «Россия» — Людмила Романенко
- Продюсер от телеканала «Россия» — Сергей Алексеев

## Награды
Фильм «Генерал звездных войн» стал лауреатом в номинации «За раскрытие неизвестных страниц в истории космонавтики» на VI Международном кинофестивале научно-популярных фильмов «Мир Знаний», который проходил с 24 по 28 октября 2011 года в Санкт-Петербурге. Фильм также был отмечен специальным призом Президентской библиотеки имени Б. Н. Ельцина.